# Kaiserslautern
Kaiserslautern ([ˌkaɪzɐsˈlaʊtɐn]ⓘ) es una ciudad en el sur del estado federado de Renania-Palatinado en Alemania. Las ciudades más próximas son Ludwigshafen am Rhein, a unos 70 km al este, Maguncia, alrededor de 80 km al noreste y Saarbrücken, cerca de 70 km al oeste.
Tiene 100 000 habitantes y unos 38 000 habitantes estadounidenses debido a las grandes bases militares de la región.
Kaiserslautern es la sede de la base aérea de Ramstein, donde se encuentran los cuarteles generales de las Fuerzas Aéreas Estadounidenses en Europa (USAFE), las fuerzas aéreas aliadas de Europa Central (AIRCENT) y el escuadrón aéreo 86. Los estadounidenses residentes en Kaiserslautern la denominan K-Town. La presencia estadounidense en esta ciudad ha decrecido substancialmente en años recientes, con los consecuentes efectos negativos para la economía del área.

## Turismo
El Ayuntamiento es el edificio más alto de Kaiserslautern, y la cafetería situada en la última planta ofrece buenas vistas de la ciudad y de los alrededores. En la misma ciudad hay ruinas de un antiguo castillo del siglo XII del emperador Federico I Barbarroja.
El Jardín botánico cuenta con jardines de estilo japonés. Otro sitio singular es la Waschmühle, una piscina pública de 160 metros de longitud, una de las mayores de Europa. Además, las calles peatonales cerca de la Plaza de San Martín presentan muchos restaurantes y bares que centran la mayor parte de la vida nocturna de la ciudad.

## Historia
Villa del Electorado del Palatinado, fue tomada en la guerra de los Treinta Años, en 1621 por las tropas españolas comandadas por Gonzalo Fernández de Córdoba y Cardona, en 1632 fue ocupada por las tropas suecas y tres años después por las imperiales, provocando las tropas croatas graves destrozos en la población el 17 de julio. La Paz de Westfalia la devolvió al Palatinado en 1648.
Fue ocupada por Francia en numerosas ocasiones (1644-1648), (1688-1697), (1701-1714 destruyendo las murallas y el castillo antes de abandonarla), (1793-1814).
El Congreso de Viena la anexionó al Reino de Baviera en 1815 y permaneció así hasta 1918. Después de la Primera Guerra Mundial, las tropas francesas volvieron a ocupar el Palatinado durante varios años.
En la Segunda Guerra Mundial, los bombardeos aliados destruyeron más del 85% de Kaiserslautern. El ferrocarril y varias carreteras principales fueron objetivos principales, y los ataques más intensos se produjeron el 7 de enero, el 11 de agosto y el 28 de septiembre de 1944. El 20 de marzo de 1945, cuando el último miembro del Primer Ejército cruzó el Rin en Remagen, la 80ª División de Estados Unidos, El 319º de Infantería, parte del Tercer Ejército de Estados Unidos, se apoderó de Kaiserslautern sin resistencia. La ciudad pasó a formar parte de la zona de ocupación francesa después de la Segunda Guerra Mundial. El establecimiento del estado de Renania-Palatinado se ordenó el 30 de agosto de 1946 como el último estado en las zonas de ocupación occidentales mediante la ordenanza Nº57 del gobierno militar francés bajo el mando del general Marie-Pierre Kœnig. Se llevó a cabo poca reconstrucción hasta la reforma monetaria de 1948. El ritmo de la economía se mantuvo lento hasta 1952, cuando la construcción de guarniciones de tropas estadounidenses recién establecidas trajo crecimiento económico al área.
Se siguen descubriendo artefactos explosivos sin detonar de la Segunda Guerra Mundial en Kaiserslautern y sus alrededores. En mayo de 2012, se encontró una bomba aliada de 250 libras (110 kg) sin explotar, enterrada profundamente y, según los informes, cubierta por una tubería de agua, durante un proyecto de construcción en el centro de la ciudad. El 5 de septiembre de 2013, se encontró otra bomba de la Segunda Guerra Mundial durante la construcción cerca de la estación de tren de Enkenbach-Alsenborn.
A finales de la década de 1940, el área de Kaiserslautern se convirtió en la guarnición estadounidense más grande fuera de los Estados Unidos (Comunidad Militar de Kaiserslautern).
El 14 de noviembre de 1956, un avión de combate F-86 de la Fuerza Aérea de los Estados Unidos se estrelló contra la oficina del distrito en el área de Burgstrasse / Maxstrasse. Además del piloto, murieron dos civiles y numerosos heridos.
Con la incorporación de las comunidades anteriormente independientes de Dansenberg, Erfenbach, Erlenbach, Hohenecken, Mölschbach, Morlautern y Siegelbach el 7 de junio de 1969, Kaiserslautern se convirtió en ciudad. La Universidad de Kaiserslautern fue fundada en 1970.
La industria floreció en la época de la primera crisis del petróleo en 1973. En la década de 1970, muchas empresas industriales atravesaron una crisis. En 1981, la hilandería quebró; Pfaff y Opel despidieron empleados. La reducción de la guarnición estadounidense y la retirada de la guarnición francesa costaron más puestos de trabajo.

## Geografía

### Demografía
| Gráfica de evolución de Kaiserslautern entre 1611 y 2018 |
|                                                          |

### Clima
Kaiserslautern según la clasificación de Köppen, se halla en una zona de transición entre el clima templado húmedo (Cfb) tiene un clima moderado con precipitaciones adecuadas durante todo el año.
| Parámetros climáticos promedio de Kaiserslautern                                         | Parámetros climáticos promedio de Kaiserslautern | Parámetros climáticos promedio de Kaiserslautern | Parámetros climáticos promedio de Kaiserslautern | Parámetros climáticos promedio de Kaiserslautern | Parámetros climáticos promedio de Kaiserslautern | Parámetros climáticos promedio de Kaiserslautern | Parámetros climáticos promedio de Kaiserslautern | Parámetros climáticos promedio de Kaiserslautern | Parámetros climáticos promedio de Kaiserslautern | Parámetros climáticos promedio de Kaiserslautern | Parámetros climáticos promedio de Kaiserslautern | Parámetros climáticos promedio de Kaiserslautern | Parámetros climáticos promedio de Kaiserslautern |
| Mes                                                                                      | Ene.                                             | Feb.                                             | Mar.                                             | Abr.                                             | May.                                             | Jun.                                             | Jul.                                             | Ago.                                             | Sep.                                             | Oct.                                             | Nov.                                             | Dic.                                             | Anual                                            |
| ---------------------------------------------------------------------------------------- | ------------------------------------------------ | ------------------------------------------------ | ------------------------------------------------ | ------------------------------------------------ | ------------------------------------------------ | ------------------------------------------------ | ------------------------------------------------ | ------------------------------------------------ | ------------------------------------------------ | ------------------------------------------------ | ------------------------------------------------ | ------------------------------------------------ | ------------------------------------------------ |
| Temp. máx. media (°C)                                                                    | 4                                                | 5                                                | 10                                               | 13                                               | 19                                               | 22                                               | 25                                               | 25                                               | 20                                               | 15                                               | 9                                                | 5                                                | 14                                               |
| Temp. media (°C)                                                                         | 1.3                                              | 2.1                                              | 5.7                                              | 9.5                                              | 13.9                                             | 15.0                                             | 19.1                                             | 18.4                                             | 14.3                                             | 10.0                                             | 5.2                                              | 2.3                                              | 9.7                                              |
| Temp. mín. media (°C)                                                                    | -1                                               | -2                                               | 2                                                | 3                                                | 8                                                | 12                                               | 14                                               | 13                                               | 9                                                | 6                                                | 3                                                | -1                                               | 6                                                |
| Precipitación total (mm)                                                                 | 65.0                                             | 59.0                                             | 65.0                                             | 53.0                                             | 69.0                                             | 64.0                                             | 64.0                                             | 63.0                                             | 59.0                                             | 74.0                                             | 66.0                                             | 81.0                                             | 782                                              |
| Días de lluvias (≥ 1 mm)                                                                 | 18                                               | 15                                               | 13                                               | 15                                               | 14                                               | 14                                               | 15                                               | 14                                               | 13                                               | 14                                               | 16                                               | 17                                               | 178                                              |
| Horas de sol                                                                             | 48                                               | 77                                               | 118                                              | 169                                              | 194                                              | 207                                              | 224                                              | 211                                              | 154                                              | 102                                              | 54                                               | 38                                               | 1,596                                            |
| Humedad relativa (%)                                                                     | 86                                               | 83                                               | 76                                               | 71                                               | 70                                               | 75                                               | 76                                               | 79                                               | 80                                               | 83                                               | 88                                               | 90                                               | 80                                               |
| Fuente n.º 1: «Valores medios de periodos de 30 años». Consultado el 31 de mayo de 2013. |                                                  |                                                  |                                                  |                                                  |                                                  |                                                  |                                                  |                                                  |                                                  |                                                  |                                                  |                                                  |                                                  |
| Fuente n.º 2: «Klima Deutschland, Ramstein». Consultado el 31 de mayo de 2013.           |                                                  |                                                  |                                                  |                                                  |                                                  |                                                  |                                                  |                                                  |                                                  |                                                  |                                                  |                                                  |                                                  |

## Economía
Destacan sus industrias de manufacturas, siendo sede de Pfaff, una marca de máquinas de coser mundialmente conocida, y también de una fábrica de la empresa automovilística Opel, además de la empresa pionera en cámaras de seguridad IP MOBOTIX AG.

## Deportes
La ciudad acoge al club de fútbol FC Kaiserslautern, que juega en la 2. Bundesliga (el segundo nivel del fútbol nacional), y disputa sus partidos de localía en el Fritz-Walter-Stadion cuyo aforo supera las 49.700 personas. Además albergó a grandes figuras del fútbol alemán, como: Miroslav Klose, anotador de 5 goles, proclamándose goleador máximo de la Copa Mundial de Fútbol de 2006 y acreedor de la Bota de Oro en dicho torneo,
Michael Ballack, capitán de la Selección alemana y una de las figuras del mundial Alemania 2006
y a Fritz Walter, una de las máximas figuras del fútbol alemán de todos los tiempos. El estadio de esta ciudad lleva su nombre y posee una capacidad para más de 49.700 espectadores.

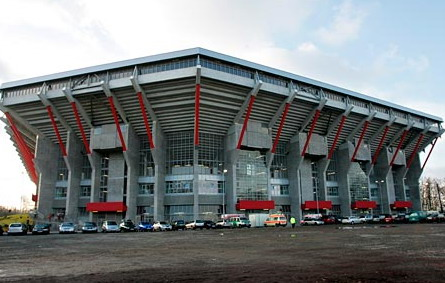
Fritz-Walter-Stadion

La ciudad fue una de las sedes de la Copa Mundial de Fútbol de 2006.

## Cultura popular
El grupo español Taburete le dedicó una canción en 2016.